# Oscar-díj a legjobb sminkért
A legjobb sminkért járó Oscar-díjat 1982 óta adja át az amerikai Filmművészeti és Filmtudományi Akadémia. Az adott évben általában mindössze három film kerül be a kategória döntőjébe, ellentétben a többi kategória öt döntősével; a 2020-as díjkiosztóra azonban öt filmet jelöltek.

## 1960-as évek
- 1964 – 37. Oscar-gála: William J. Tuttle (Dr. Lao hét arca)
- 1968 – 41. Oscar-gála: John Chambers (A majmok bolygója)

## 1980-as évek
- 1981 – 54. Oscar-gála: Rick Baker (Egy amerikai farkasember Londonban)
- 1982 – 55. Oscar-gála: Sarah Monzani, Michele Burke (A tűz háborúja)
- 1983 – 56. Oscar-gála: Nem osztottak ki
- 1984 – 57. Oscar-gála: Paul LeBlanc, Dick Smith (Amadeus)
- 1985 – 58. Oscar-gála: Michael Westmore, Zoltan Elek (A Maszk)
- 1986 – 59. Oscar-gála: Chris Walas, Stephan Dupuis (A légy)
- 1987 – 60. Oscar-gála: Rick Baker (Óriásláb esete Hendersonékkal)
- 1988 – 61. Oscar-gála: Steve LaPorte, Robert Short (Beetle Juice)
- 1989 – 62. Oscar-gála: Manlio Rocchetti, Lynn Barber; Kevin Haney (Miss Daisy sofőrje)

## 1990-es évek
- 1990 – 63. Oscar-gála: John Caglione Jr., Doug Drexler (Dick Tracy)
- 1991 – 64. Oscar-gála: Stan Winston, Jeff Dawn (Terminátor 2. – Az ítélet napja)
- 1992 – 65. Oscar-gála: Greg Cannom; Michčle Burke; Matthew W. Mungle (Dracula)
- 1993 – 66. Oscar-gála: Greg Cannom, Ve Neill, Yolanda Toussieng (Mrs. Doubtfire – Apa csak egy van)
- 1994 – 67. Oscar-gála: Rick Baker, Ve Neill, Yolanda Toussieng (Ed Wood)
- 1995 – 68. Oscar-gála: Lois Burwell (A rettenthetetlen)
- 1996 – 69. Oscar-gála: Rick Baker, David LeRoy Anderson (Bölcsek kövére)
- 1997 – 70. Oscar-gála: Rick Baker, David LeRoy Anderson (Men in Black – Sötét zsaruk)
- 1998 – 71. Oscar-gála: Jenny Shircore (Elizabeth)
- 1999 – 72. Oscar-gála: Christine Blundell, Trefor Proud (Tingli-tangli)

## 2000-es évek
- 2000 – 73. Oscar-gála: Rick Baker, Gail Ryan (A Grincs)
- 2001 – 74. Oscar-gála: Richard Taylor, Peter Owen (A Gyűrűk Ura: A Gyűrű Szövetsége)
- 2002 – 75. Oscar-gála: John E. Jackson, Beatrice De Alba (Frida)
- 2003 – 76. Oscar-gála: Jamie Selkirk (A Gyűrűk Ura: A király visszatér)
- 2004 – 77. Oscar-gála: Bill Corso, Valli O'Reilly (A balszerencse áradása)
- 2005 – 78. Oscar-gála – Legjobb smink és maszk ( Az oroszlán, a boszorkány és a ruhásszekrény)
- 2006 – 79. Oscar-gála: David Martí, Montse Ribé (A faun labirintusa)
- 2007 – 80. Oscar-gála: Didier Lavergne , Jan Archibald (Piaf)
- 2008 – 81. Oscar-gála: Greg Cannom (Benjamin Button különös élete)
- 2009 – 82. Oscar-gála: Barney Burman, Mindy Hall, Joel Harlow (Star Trek)

## 2010-es évek
- 2010 – 83. Oscar-gála: Rick Baker, Dave Elsey (Farkasember)
- 2011 – 84. Oscar-gála: Mark Coulier, J. Roy Helland (A Vaslady)
- 2012 – 85. Oscar-gála: Lisa Westcott és Julie Dartnell (A nyomorultak)
- 2013 – 86. Oscar-gála: Adruitha Lee és Robin Mathews (Mielőtt meghaltam)
- 2014 – 87. Oscar-gála: Frances Hannon és Mark Coulier (A Grand Budapest Hotel)
- 2015 – 88. Oscar-gála: Damian Martin, Lesley Vanderwalt és Elka Wardega (Mad Max – A harag útja)
- 2016 – 89. Oscar-gála: Alessandro Bertolazzi, Giorgio Gregorini és Christopher Nelson (Suicide Squad – Öngyilkos osztag)
- 2017 – 90. Oscar-gála: Kazuhiro Tsuji, David Malinowski és Lucy Sibbick (A legsötétebb óra)
- 2018 – 91. Oscar-gála: Greg Cannom, Kate Biscoe, és Patricia Dehaney (Alelnök)
- 2019 – 92. Oscar-gála: Kazu Hiro, Anne Morgan, Vivian Baker (Botrány)

## 2020-as évek
- 2020 – 93. Oscar-gála: Sergio Lopez-Rivera, Mia Neal, Jamika Wilson (Ma Rainey: A blues nagyasszonya)
- 2021 – 94. Oscar-gála: Stephanie Ingram, Linda Dowds, Justin Raleigh (Tammy Faye szemei)
- 2022 – 95. Oscar-gála: Adrien Morot, Judy Chin és Anne Marie Bradley (A bálna)
- 2023 – 96. Oscar-gála: Nadia Stacey, Mark Coulier és Josh Weston (Szegény párák)
- 2024 – 97. Oscar-gála: Pierre-Oliver Persin, Stéphanie Guillon és Marilyne Scarselli (A szer)